# 탄젠트 법칙

임의의 삼각형. 각 α, β, γ는 변 a, b, c의 대각이다.

삼각법에서 탄젠트 법칙(law of tangent)은 삼각형 내접원의 반지름과 삼각형의 세 변, 세 각과의 관계를 나타낸다.
a, b, c가 삼각형의 세 변의 길이이고, α, β, γ가 각 변의 대각이라고 하자. 그러면
{\displaystyle {\frac {a-b}{a+b}}={\frac {\tan[{\frac {1}{2}}(\alpha -\beta )]}{\tan[{\frac {1}{2}}(\alpha +\beta )]}}}
이다.

## 증명
사인 법칙과 삼각함수의 합을 곱으로 바꾸는 공식을 이용하면
{\displaystyle {\frac {a-b}{a+b}}={\frac {\sin \alpha -\sin \beta }{\sin \alpha +\sin \beta }}={\frac {\cos {\frac {\alpha +\beta }{2}}\sin {\frac {\alpha -\beta }{2}}}{\sin {\frac {\alpha +\beta }{2}}\cos {\frac {\alpha -\beta }{2}}}}={\frac {\tan[{\frac {1}{2}}(\alpha -\beta )]}{\tan[{\frac {1}{2}}(\alpha +\beta )]}}}
임을 안다.

## 같이 보기
- 사인 법칙
- 코사인 법칙
- 코탄젠트 법칙
- 몰바이데의 공식

## 참조
1. ↑  See Eli Maor, Trigonometric Delights, Princeton University Press, 2002.